# Ulf Kristersson
Ulf Kristersson   (parròquia de la catedral de Lund, 29 de desembre de 1963), de nom complet Ulf Hjalmar Ed Kristersson, és un polític suec que exerceix com a primer ministre de Suècia i líder del Partit Moderat.

## Biografia
És membre del Riksdag pel comtat de Södermanland des del 2014 i anteriorment, del 1991 al 2000, pel comtat d'Estocolm. Anteriorment va ser ministre de Seguretat Social del 2010 al 2014 i president de la Lliga Juvenil Moderada del 1988 al 1992.
L'11 de desembre del 2014, va ser nomenat ministre de Finances a l'ombra del Partit Moderat i portaveu de política econòmica. L'1 de setembre del 2017, Kristersson va anunciar que es presentava a la direcció del Partit Moderat després de la dimissió d'Anna Kinberg Batra. Des de les eleccions generals sueques de 2018, el Partit Moderat sota el seu lideratge es va obrir als Demòcrates de Suècia, i a finals de 2021 havia format una aliança informal de dretes amb ells i dos partits de centredreta de la dissolta Aliança.

### Primer ministre de Suècia
Després de les eleccions generals sueques de 2022, el bloc de dretes va obtenir la majoria al Riksdag, fet que va portar a l'elecció de Kristersson com a primer ministre el 17 d'octubre del 2022 en un govern de coalició de Partit Moderat, Democristians i Liberals.
Durant el seu mandat Suècia, en 2024 va ingressar a l'Organització del Tractat de l'Atlàntic Nord (OTAN), i també va anunciar el rearmament més gran de les Forces Armades Sueques des de la Guerra Freda. La seva administració també ha pres mesures sobre la migració a Suècia, que es sosté a través de subsidis i no per l'ocupació i l'empoderament de la nova població, oferint 32.000 euros com a incentiu perquè els immigrants tornessin als seus llocs d'origen.